# Acquainted
"Acquainted" é uma canção do artista musical canadense The Weeknd, contida em seu segundo álbum de estúdio Beauty Behind the Madness (2015). Foi composta e produzida pelo próprio em conjunto com DaHeala, Illangelo, Ben Billions e Danny Boy Styles. O seu lançamento como o quinto single do disco ocorreu em 17 de novembro de 2015, simultaneamente com "In the Night", através das gravadoras XO e Republic; enquanto a última foi adicionada às rádios mainstream, "Acquainted" foi enviada para estações urban. Em 16 de fevereiro do ano seguinte, foi lançada para emissoras rhythmic. Estava prevista para ser adicionada às listas de rádios mainstream em 12 de abril de 2016, porém o envio foi cancelado.

## Faixas e formatos
| Download digital |              |         |  |
| N.º              | Título       | Duração |  |
| 1.               | "Acquainted" | 5:48    |  |

## Desempenho nas tabelas musicais

### Posições
| Tabela musical (2015-16)               | Melhor posição |
| -------------------------------------- | -------------- |
| Austrália (ARIA Charts)                | 96             |
| Canadá (Canadian Hot 100)              | 79             |
| Estados Unidos (Billboard Hot 100)     | 60             |
| Estados Unidos (Top R&B/Hip-Hop Songs) | 21             |
| Estados Unidos (Rhythmic Songs)        | 12             |
| Reino Unido (UK Singles Chart)         | 90             |

### Tabelas de fim-de-ano
| Tabela musical (2016)                  | Posição |
| -------------------------------------- | ------- |
| Estados Unidos (Top R&B/Hip-Hop Songs) | 81      |

### Certificações
| País (Empresa)        | Certificação |
| --------------------- | ------------ |
| Canadá (Music Canada) | Platina      |
| Estados Unidos (RIAA) | 2× Platina   |

## Créditos
Todo o processo de elaboração de "Acquainted" atribui os seguintes créditos:
Gravação e publicação
- Gravada entre 2014 e 2015 nos Jungle City Studios (Nova Iorque)
- Mixada nos Conway Recording Studios (Los Angeles, Califórnia)
- Engenharia feita nos Jungle City Studios (Nova Iorque)
- Masterizada nos Sterling Sound (Nova Iorque)
- Publicada pelas seguintes empresas: Songs Music Publishing, LLC, em nome da Songs of SMP (ASCAP), Universal Music Corp./Sal & Co. (ASCAP), Songs of Hear the Art/Sony/ATV Music Publishing (BMI) e Benjamin Diehl Publishing Designee (BMI)

Produção
| - The Weeknd: composição, vocalista principal, vocalista de apoio - Illagelo: composição, produção, gravação, engenharia, mixagem - Jason "DaHeala" Quenneville: composição, produção | - Ben Billions: composição, produção - Danny Boy Styles: composição, produção - Tom Coyne: masterização |

## Histórico de lançamento
| País           | Data                    | Formato         | Gravadora    |
| -------------- | ----------------------- | --------------- | ------------ |
| Estados Unidos | 17 de novembro de 2015  | Rádios urban    | XO, Republic |
| Estados Unidos | 16 de fevereiro de 2016 | Rádios rhythmic | XO, Republic |